# 2414 Vibeke
A 2414 Vibeke (ideiglenes jelöléssel 1931 UG) a Naprendszer kisbolygóövében található aszteroida. Karl Wilhelm Reinmuth fedezte fel 1931. október 18-án.